# Mycota (classification phylogénétique)
Cette page a pour objet de présenter un arbre phylogénétique des Mycota (Fungi, Mycètes), c'est-à-dire un cladogramme mettant en lumière les relations de parenté existant entre leurs différents groupes (ou taxa), telles que les dernières analyses reconnues les proposent. Ce n'est qu'une possibilité, et les principaux débats qui subsistent au sein de la communauté scientifique sont brièvement présentés ci-dessous, avant la bibliographie.

## Arbre phylogénétique
Le cladogramme présenté ici ne possède qu'une valeur indicative. Il n'est pas forcément consensuel, et on peut toujours se référer à la bibliographie au bas de l'article.
Le symbole ▲ renvoie à la partie immédiatement supérieure de l'arbre phylogénétique du vivant. Le signe ► renvoie à la classification phylogénétique du groupe considéré. Tout nœud de l'arbre portant plus de deux branches montre une indétermination de la phylogénie interne du groupe considéré.
Les habitudes typographiques des botanistes et des zoologistes sont différentes. Ici, par commodité de lecture, et certains groupes actuels relevant des deux domaines traditionnels, les noms de taxons supérieurs au genre sont tous écrits en caractères droits, les noms de genres ou d'espèces en italiques.
À la suite d'un taxon, sa période d'apparition, quand elle est connue, peut être indiquée suivant la légende suivante :
(Plé) : Pléistocène ; (Pli) : Pliocène ; (Mio) : Miocène ; (Oli) : Oligocène ; (Éoc) : Éocène ; (Pal) : Paléocène ; (Cré) : Crétacé ; (Jur) : Jurassique ; (Tri) : Trias ; (Per) : Permien ; (Car) : Carbonifère ; (Dév) : Dévonien ; (Sil) : Silurien ; (Ord) : Ordovicien ; (Camb) : Cambrien ; (Edi) : Édiacarien. Pour plus de précision si possible, (-) : inférieur ; (~) : moyen ; (+) : supérieur.

```
▲

└─o 
Fungi
 ou 
Mycota

  ├─o
  │ ├─o 
Neocallimastigomycetes

  │ └─? 
Chytridiomycota
 
s.s.

  │   ├─o 
Monoblepharidomycetes

  │   └─o 
Chytridiomycetes

  └─o
    ├─o 
Blastocladiomycota
 ou 
Blastocladiomycetes

    └─o 
Zygomycota
 
(paraphylétique)

      ├─?
      │ ├─o 
Microsporidia
 
►

      │ └─o 
Rozella

      ├─o
      │ ├─o
      │ │ ├─o 
Olpidium

      │ │ └─o 
Basidiobolales

      │ ├─o 
Entomophthoromycotina

      │ └─o
      │   ├─o 
Zoopagomycotina

      │   └─o 
Kickxellomycotina

      └─o
        ├─o 
Mucormycotina
 ou 
Mucoromycotina

        └─o 
Symbiomycota

          ├─o 
Dikarya

          │ ├─o 
Basidiomycota
 
►

          │ └─o 
Ascomycota
 
►

          └─o 
Glomeromycota
```

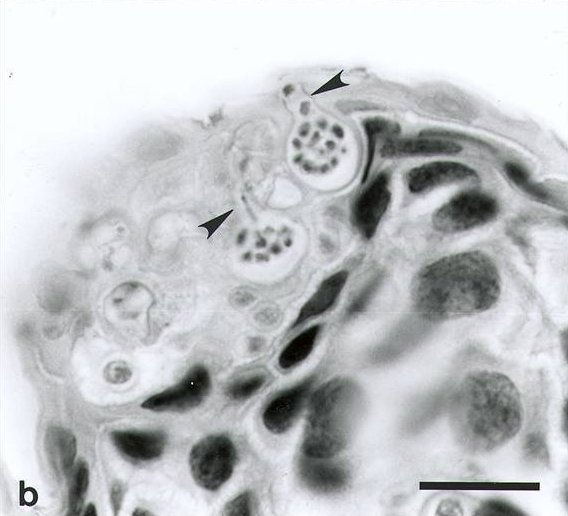
Agent de la chytridiomycose (Batrachochytrium sp.)
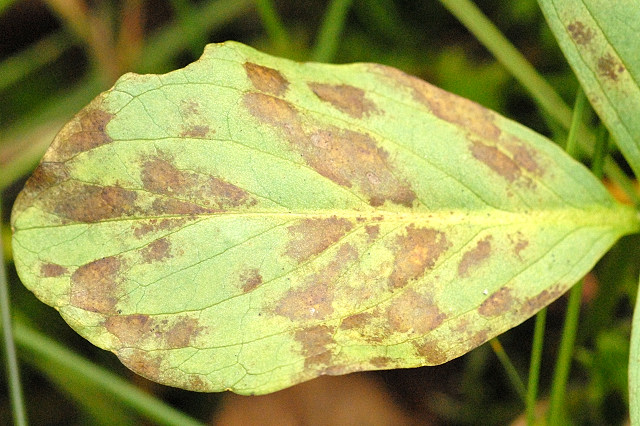
Cladochytrium menyanthis
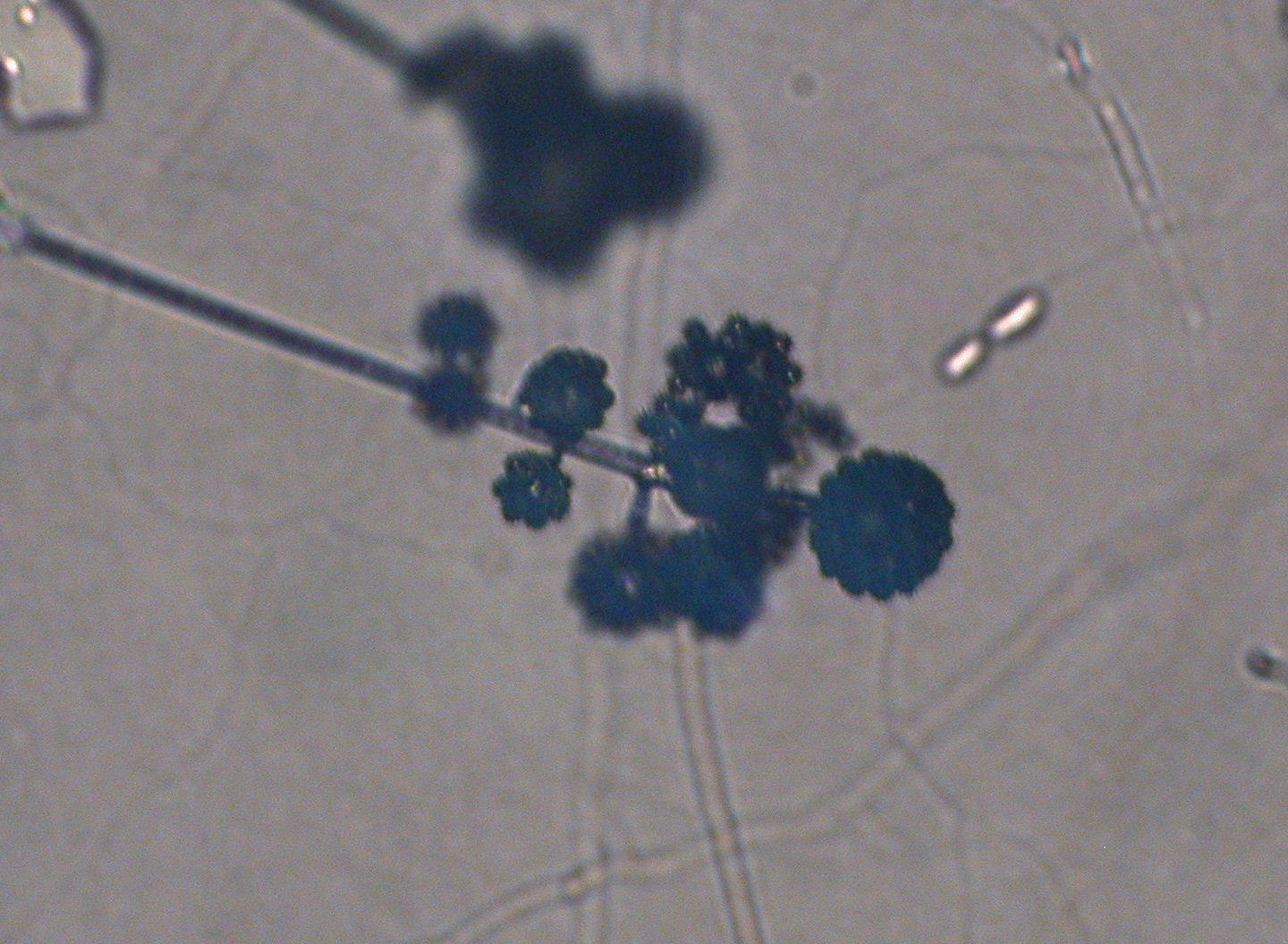
Cunninghamella echinulata (Zygomycetes, Mucorales)
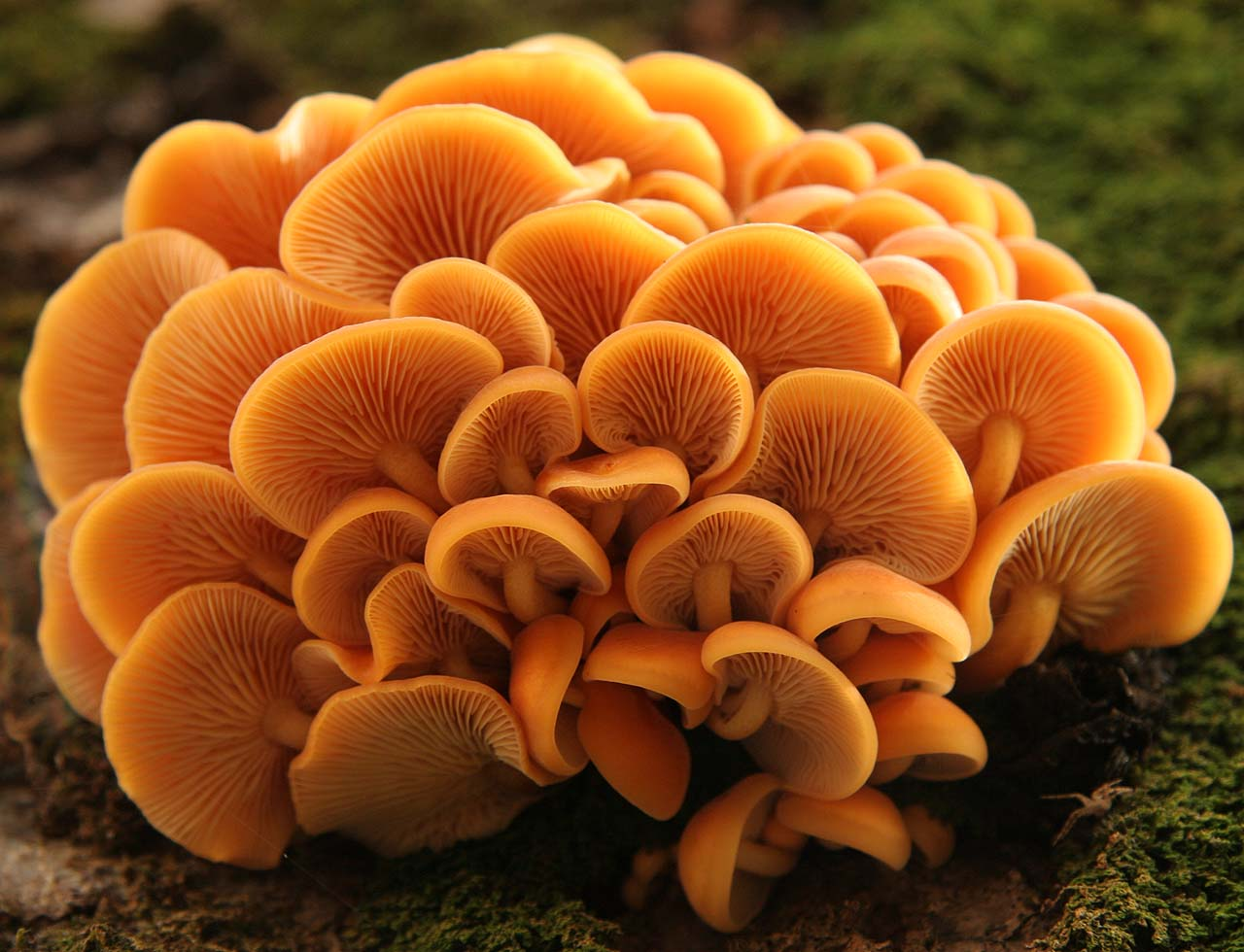
Flammulina velutipes (Basidiomycota, Agaricales, Marasmiaceae)
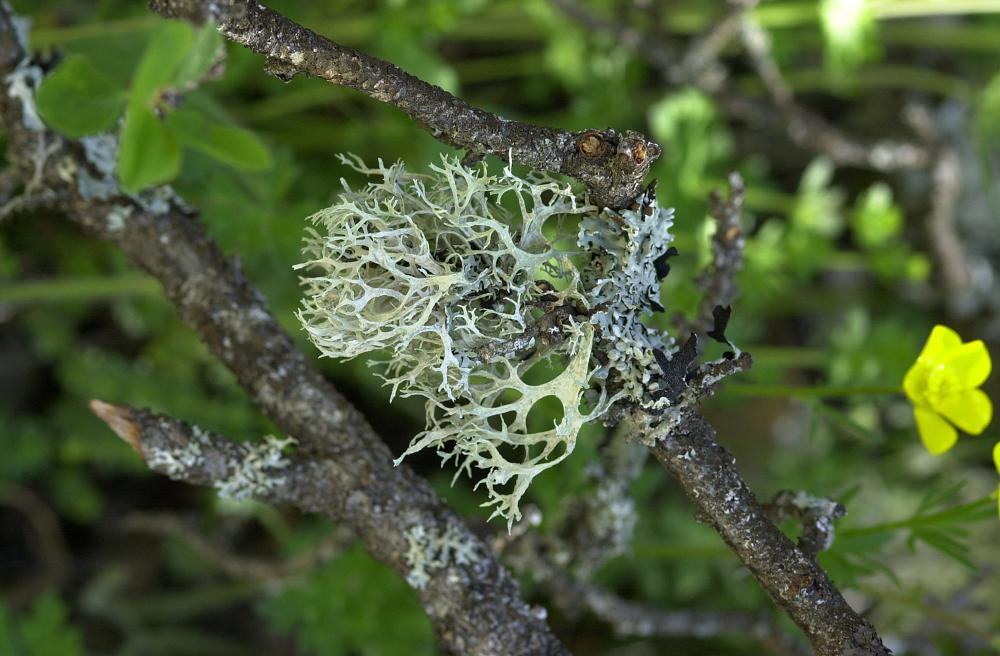
Lichen foliacé (Evernia prunastri, Ascomycota, Lecanoromycetes, Lecanorales, Parmeliaceae)

## Débat scientifique relatif à la phylogénie desMycota

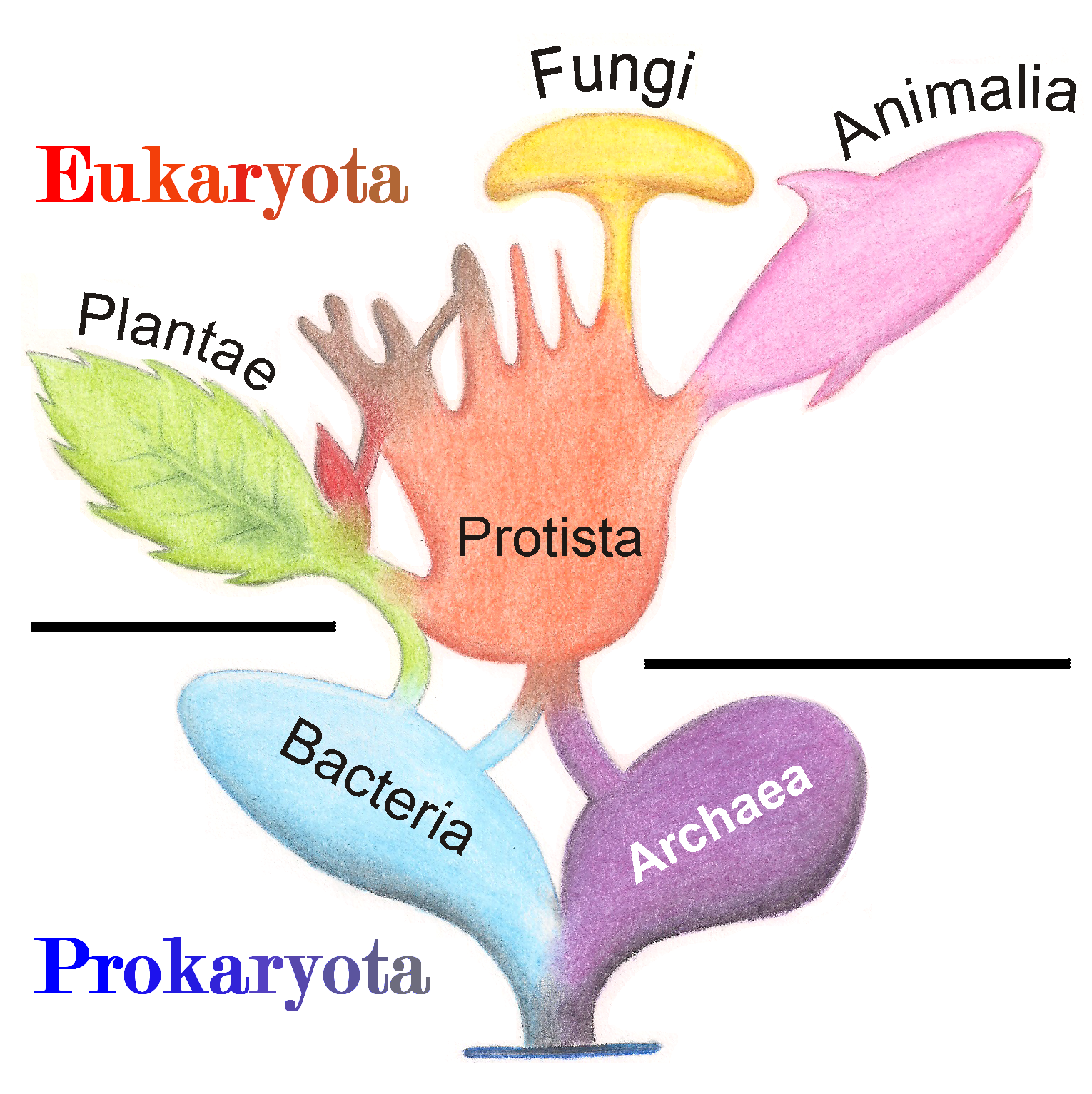
Arbre phylogénétique montrant que les Mycètes sont plus proches des animaux que des plantes.

Au sein des Opisthocontes monophylétiques, la monophylie des Mycètes est également avérée, à condition d'en éliminer plusieurs groupes protistes autrefois considérés comme des « Champignons inférieurs » (et dont le nom scientifique se termine toujours avec le suffixe « -myc- »), et classés aujourd'hui parmi les Straménopiles, donc très loin de notre clade, ou les Mésomycétozoaires, c'est-à-dire plus près des Animaux que des Fungi.
Aujourd'hui, les analyses s'accordent sur la paraphylie des Chytridiomycètes et peut-être des Zygomycètes, mais divergent sur la place exacte des Microsporidies qui sont peut-être des Zygomycètes plutôt que le groupe frère des Mycètes. La proximité des Gloméromycètes (autrefois classés parmi les Zygomycètes) et des « Champignons supérieurs » ne semble plus devoir être remise en question, non plus que la monophylie de ceux-ci et des deux groupes qui les constituent (Ascomycètes et Basidiomycètes).
Les Chytridiomycètes s.l. s'avèrent être le grade primitif des Mycètes. En leur sein, les Blastocladiales s.l. sont peut-être plus proches parents des Zygomycètes que des Chytridiomycètes proprement dits. Parmi ces derniers, les Spizellomycètes eux-mêmes se sont avérés polyphylétiques, et les Olpidiacés en ont été retirés, Rozella étant peut-être plus proche des Microsporidies, Olpidium des Basidiobolales, etc.

### Classification selon Cavalier-Smith 1998
Cette classification n'est pas à proprement parler phylogénétique. Basée sur les nouvelles phylogénies, elle maintient néanmoins des taxons paraphylétiques, notamment à la base des lignées évolutives, par commodité. Elle maintient également les niveaux traditionnels de classification (règnes, phyla, classes, etc.). Ses « Entéromycètes » sont aujourd'hui considérés comme des Mésomycétozoaires, plus proches des Animaux que des Mycètes.

### Classification proposée par Adlet al.2005
Ce comité a proposé une nouvelle classification, remplaçant celle des anciens Protistes et tenant compte des phylogénies moléculaires récentes. Elle regroupe les Eucaryotes en six groupes réputés monophylétiques. Voici ce qui concerne les Mycètes.

## En savoir plus
: document utilisé comme source pour la rédaction de cet article.

### Sources bibliographiques de référence
- Igor V. Grigoriev, Daniel Cullen, Stephen B. Goodwin, David Hibbett, Thomas W. Jeffries, Christian P. Kubicek, Cheryl Kuske, Jon K. Magnuson, Francis Martin, Joseph W. Spatafora, Adrian Tsang et Scott E. Baker : « Fueling the future with fungal genomics », Mycology, vol. 2, n°3, 2011, pp. 192-209
- Yu Liu, Emma T. Steenkamp, Henner Brinkmann, Lise Forget, Hervé Philippe and B. Franz Lang : « Phylogenomic analyses predict sistergroup relationship of nucleariids and Fungi and paraphyly of zygomycetes with significant support », BMC Evolutionary Biology, vol. 9, n°272, 2009
- D. S. Hibbett, M. Binder, J. F. Bischoff, M. Blackwell, P. F. Cannon, O. E. Eriksson, S. Huhndorf, T. James, P. M. Kirk, R. Lucking, H. T. Lumbsch, F. Lutzoni, P. B. Matheny, D. J. McLaughlin, M. J. Powell, S. Redhead, C. L. Schoch, J. W. Spatafora, J. A. Stalpers, R. Vilgalys, M. C. Aime, A. Aptroot, R. Bauer, D. Begerow, G. L. Benny, L. A. Castlebury, P. W. Crous, Y.-C. Dai, W. Gams, D. M. Geiser, G. W. Griffith, C. Gueidan, D. L. Hawksworth, G. Hestmark, K. Hosaka, R. A. Humber, K. D. Hyde, J. E. Ironside, U. Koljalg, C. P. Kurtzman, K.-H. Larsson, R. Lichtwardt, J. Longcore, J. Miadlikowska, A. Miller, J.-M. Moncalvo, S. Mozley-Standridge, F. Oberwinkler, E. Parmasto, V. Reeb, J. D. Rogers, C. Roux, L. Ryvarden, J. P. Sampaio, A. Schüßler, J. Sugiyama, R. G. Thorn, L. Tibell, W. A. Untereiner, C. Walker, Z. Wang, A. Weir, M. Weiss, M. M. White, K. Winka, Y.-J. Yao et N. Zhang, « A higher-level phylogenetic classification of the Fungi », Mycol. Res., vol. 111, 2007, pp. 509-547
- Philipp A. Raab : « Development of new molecular markers for phylogeny and molecular identification of arbuscular mycorrhizal fungi (Glomeromycota) », Inauguraldissertation zur Erlangung der Würde eines Doktors der Philosophie vorgelegt der Philosophisch-Naturwissenschaftlichen Fakultät der Universität Basel, 2007, 90 pp.
- Timothy Y. James, Peter M. Letcher, Joyce E. Longcore, Sharon E. Mozley-Standridge, Martha J. Powell, Gareth W. Griffith et Rytas Vilgalys : « A molecular phylogeny of the flagellated fungi (Chytridiomycota) and description of a new phylum (Blastocladiomycota) », Mycologia, vol. 98, n°6, 2006, pp. 860-871
- Sina M. Adl et alii,  « The New Higher Level Classification of Eukaryotes »(Archive.org • Wikiwix • Archive.is • Google • Que faire ?), J. Eukaryot. Microbiol., vol. 52, n°5, 2005, pp. 399–451
- François Lutzoni, Frank Kauff, Cymon J. Cox, David McLaughlin, Gail Celio, Bryn Dentinger, Mahajabeen Padamsee, David Hibbett, Timothy Y. James, Elisabeth Baloch, Martin Grube, Valérie Reeb, Valérie Hofstetter, Conrad Schoch, A. Elizabeth Arnold, Jolanta Miadlikowska, Joseph Spatafora, Désirée Johnson, Sarah Hambleton, Michael Crockett, Robert Shoemaker, Gi-Ho Sung, Robert Lücking, Thorsten Lumbsch, Kerry O’Donnell, Manfred Binder, Paul Diederich, Damien Ertz, Cécile Gueidan, Karen Hansen, Richard C. Harris, Kentaro Hosaka, Young-Woon Lim, Brandon Matheny, Hiromi Nishida, Don Pfister, Jack Rogers, Amy Rossman, Imke Schmitt, Harrie Sipman, Jeffrey Stone, Junta Sugiyama, Rebecca Yahr et Rytas Vilgalys, « Assembling the fungal tree of life: progress, classification, and evolution of subcellular traits », American Journal of Botany, vol. 91, n°10, 2004, pp. 1446–1480
- Anders Tehler, Damon P. Little et James S. Farris, « The full-length phylogenetic tree from 1551 ribosomal sequences of chitinous fungi, Fungi », Mycological Research, vol. 107, n° 8, 2003, pp. 901-916
- Kerry O'Donnell, François M. Lutzoni, Todd J. Ward et Gerald L. Benny : « Evolutionary relationships among mucoralean fungi (Zygomycota): Evidence for family polyphyly on a large scale », Mycologia, vol. 93, n°2, 2001, pp. 286-296
- Thomas Cavalier-Smith, « A revised six-kingdom system of life », Biological reviews, vol. 73, 1998, pp. 203-266

### Sources internet
- « Arbre taxonomique de l'Inventaire national du Patrimoine naturel », partiel et non phylogénétique
- « Chytrid Fungi Online »(Archive.org • Wikiwix • Archive.is • Google • Que faire ?)
- Mikko's Phylogeny Archive
- The Taxonomicon
- « Palaeos.org »(Archive.org • Wikiwix • Archive.is • Google • Que faire ?)
- « Micro*scope »(Archive.org • Wikiwix • Archive.is • Google • Que faire ?)
- NCBI Taxonomy Browser
- The Tree of Life Web Project